# Szlak im. Władysława Reymonta
Szlak im. Władysława Reymonta – zielony znakowany szlak turystyczny o długości 35 km wytyczony z inicjatywy Polskiego Towarzystwa Turystyczno-Krajoznawczego w celu upamiętnienia związków Władysława Stanisława Reymonta z ziemią sieradzką.

## Przebieg szlaku
Warta PKS (Muzeum) – Małków – Gołuchy – Tubądzin– Inczew– Sędzice – Kobierzycko – Ocin – Wróblew – Dąbrówka Zgniła – Mantyki – Charłupia Wielka – Kłocko – Sieradz (PKP)

## Atrakcje szlaku

### Miejsca związane z Władysławem Reymontem
Władysław Reymont był mieszkańcem dworu w Charłupi Wielkiej w latach 1912–1913. W tym okresie nawiązał liczne przyjaźnie, m.in. z rodzinami Radońskich z Kobierzycka, Walewskich z Tubądzina i Pstrokońskich z Małkowa. Został także dobrze zapamiętany przez miejscową ludność. Obserwacje z pobytu na ziemi sieradzkiej pisarz wykorzystał m.in. w utworach Na Niemca! oraz Pęknięty dzwon.
- dwór w Małkowie, w którym wielokrotnie pisarz bywał jako gość panien Walentyny i Marii Pstrokońskich. W tym miejscu pracował nad utworem Chłopi[3][4].
- dwór w Tubądzinie, w którym Władysław Reymont bywał jako gość Kazimierza i Cecylii Walewskich[5][6].
- dwór w Kobierzycku, w którym Władysław Reymont bywał u swego przyjaciela Feliksa Radońskiego[7][8].
- dwór i park w Charłupi Wielkiej, który Władysław Reymont kupił w 1912 r. za namową Feliksa Radońskiego. Nie czując się dobrze w roli zarządcy gospodarstwa rolnego, sprzedał majątek kilka miesięcy później Stanisławie Graeve[9][10].
- dworzec kolejowy w Sieradzu, z którego Władysław Reymont często wyruszał w odwiedziny do zaprzyjaźnionych właścicieli ziemskich. Prawdopodobnie po raz pierwszy odwiedził Sieradz w okresie występów w grupie teatralnej (lata 90. XIX w.). W 1912 uczestniczył w zebraniu Koła Ogrodniczego Ziemi Sieradzkiej w tym mieście[11].

### Pozostałe atrakcje turystyczne
- Warta: zespół klasztorny i kościół bernardynów (XV w.), klasztor i kościół bernardynek (XVIII w.), kościół św. Mikołaja, cmentarz żydowski,

- zespół dworski w Inczewie (początek XX w.)
- kościół św. Piotra i Pawła we Wróblewie (1804),
- grób Ignacji Piątkowskiej na cmentarzu parafialnym we Wróblewie

## Galeria

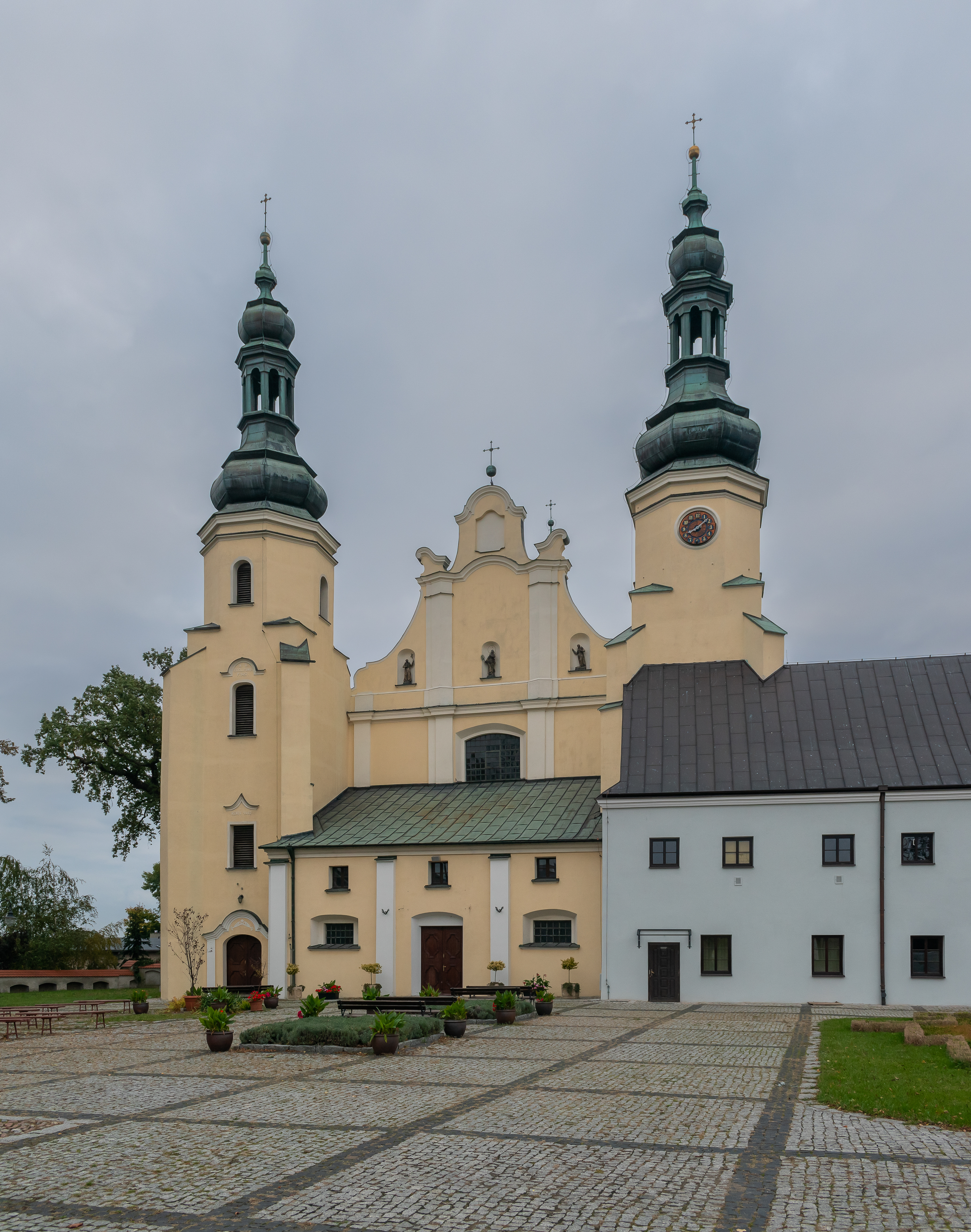
Kościół Bernardynów w Warcie
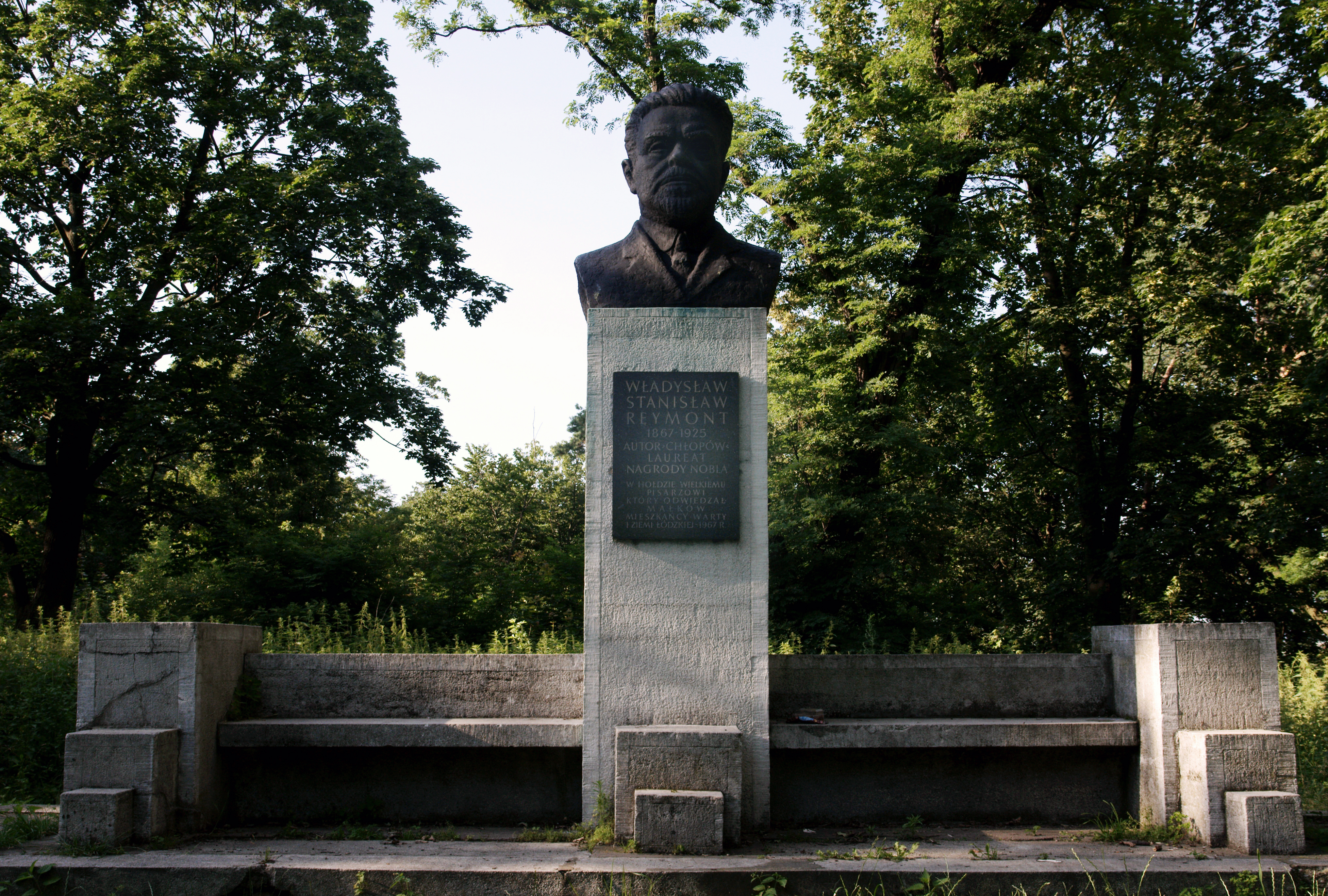
Popiersie Władysława Reymonta w Małkowie (skradzione w 2012 r.)
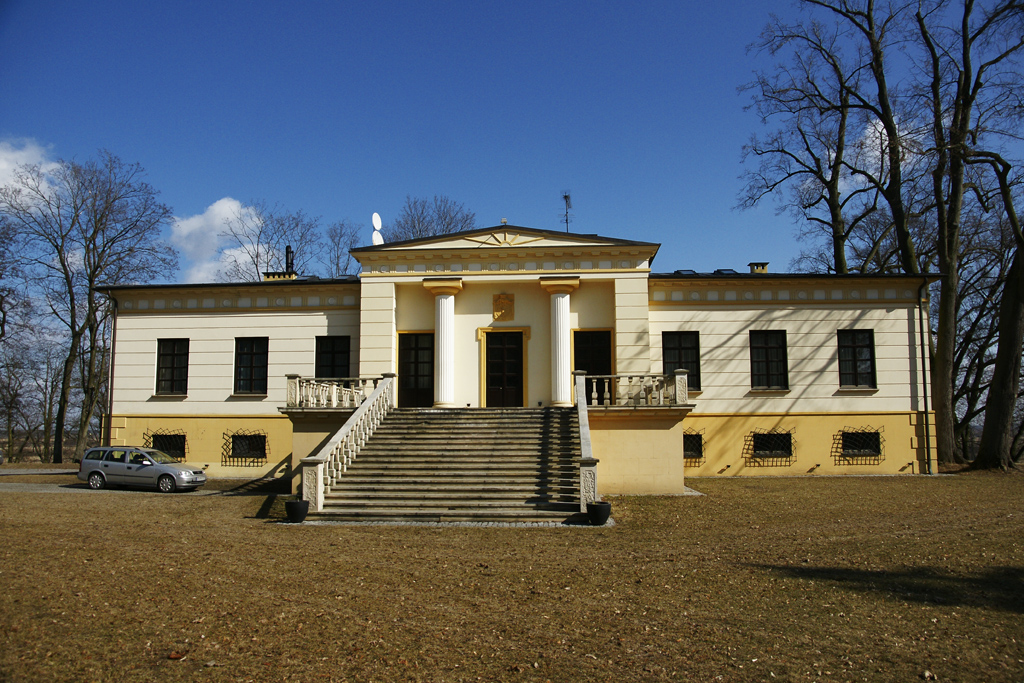
Pałac Pstrokońskich w Małkowie
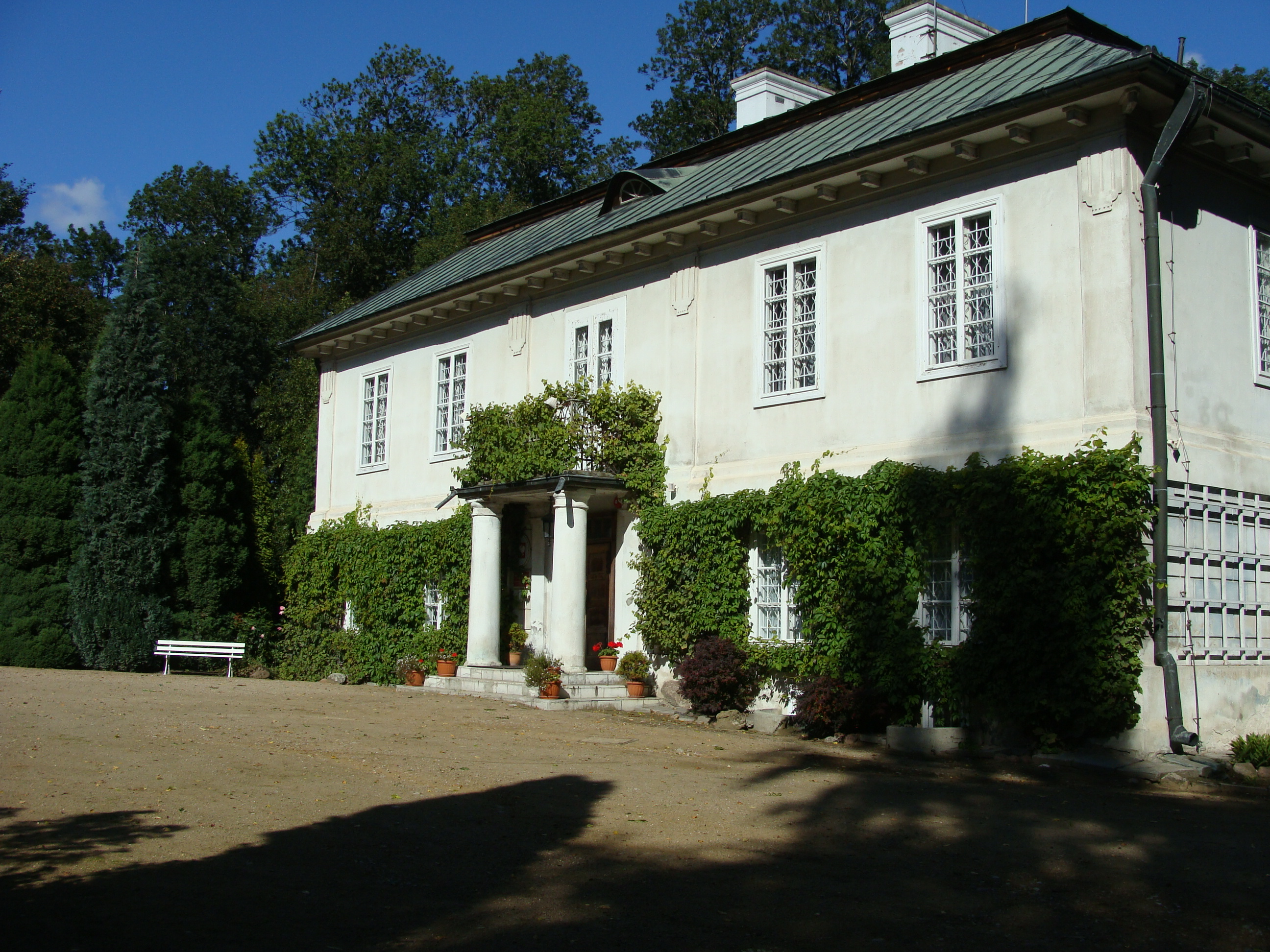
Dwór Walewskich w Tubądzinie
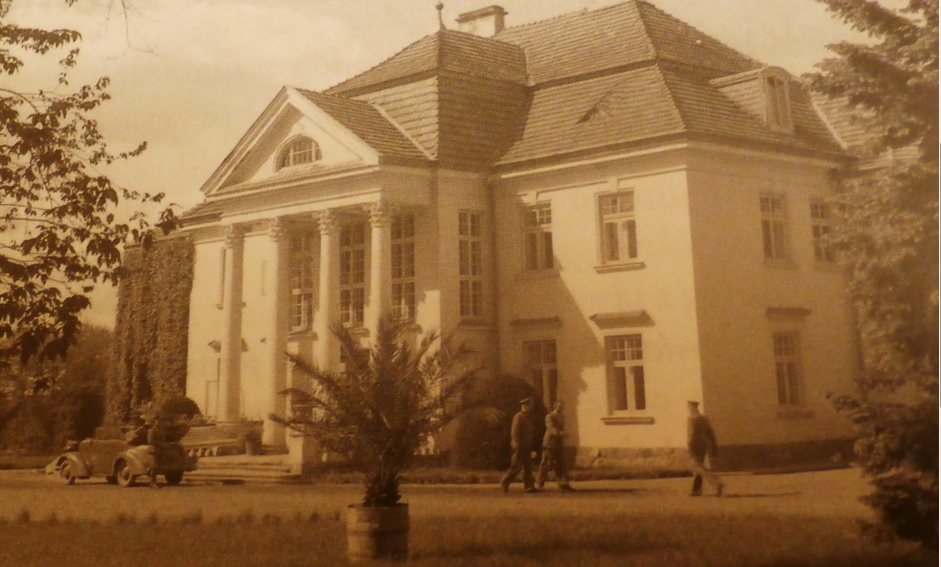
Dwór w Inczewie
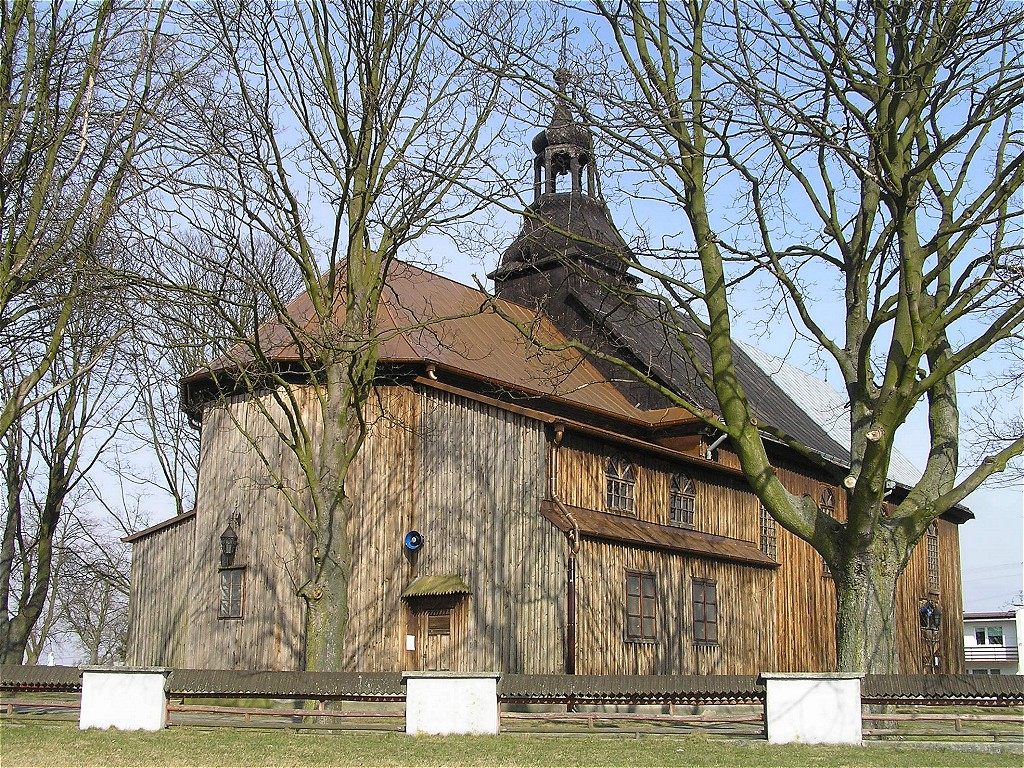
Kościół św. Piotra i Pawła we Wróblewie
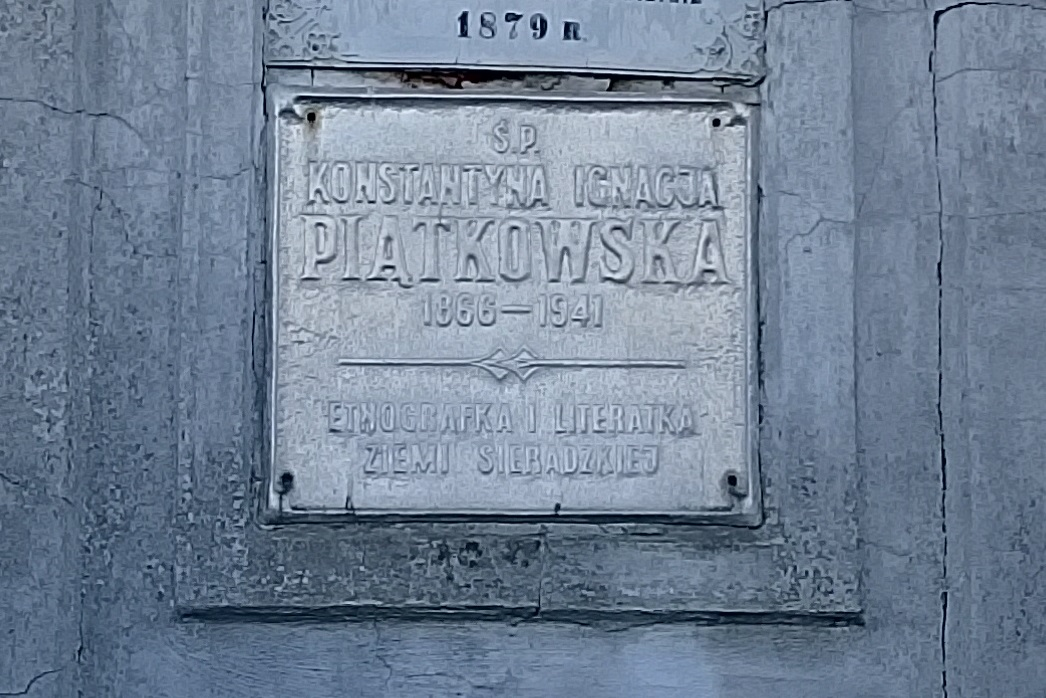
Tablica nagrobna Ignacji Piątkowskiej
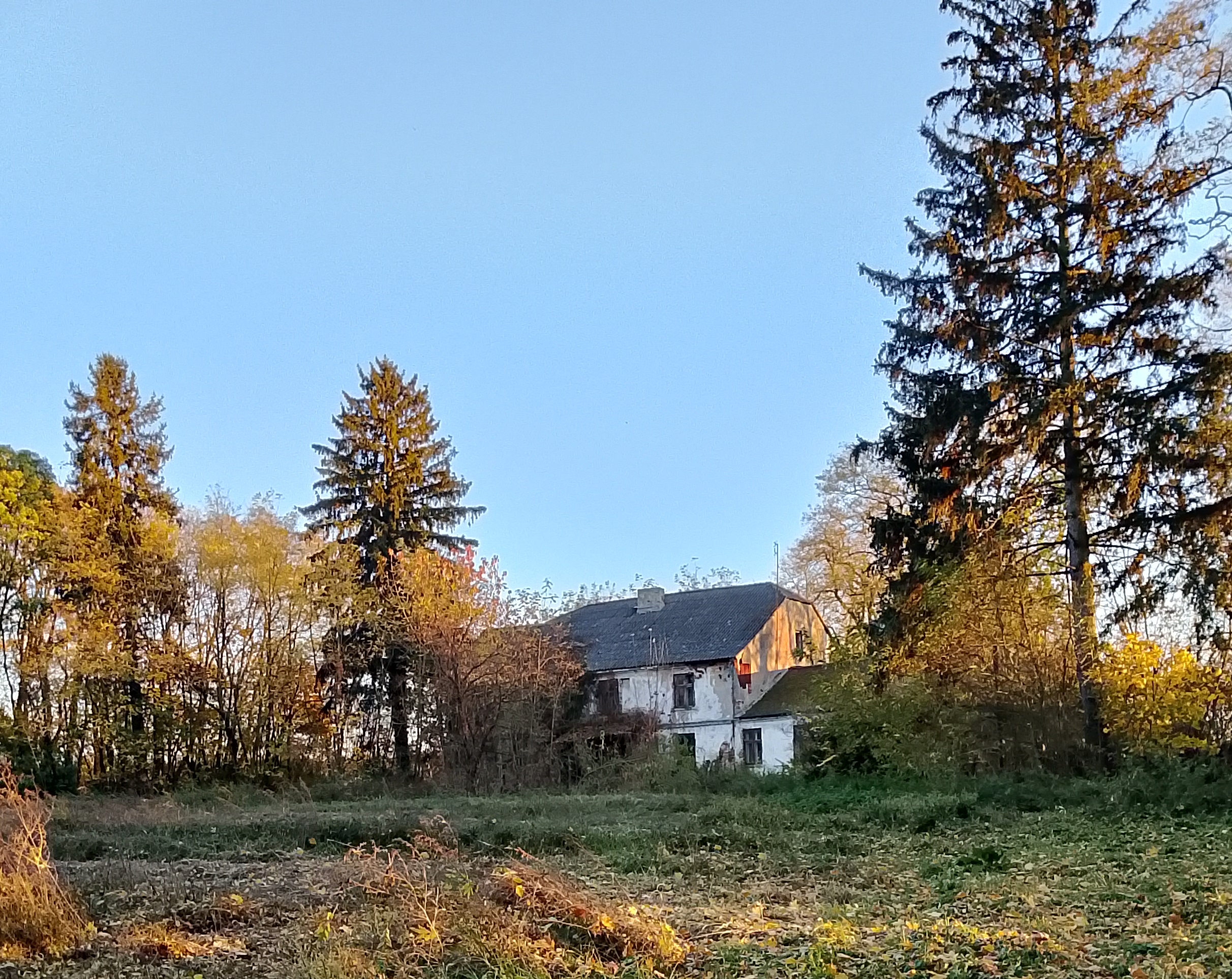
Dwór w Charłupi Wielkiej należący w latach 1912–1913 do Władysława Reymonta
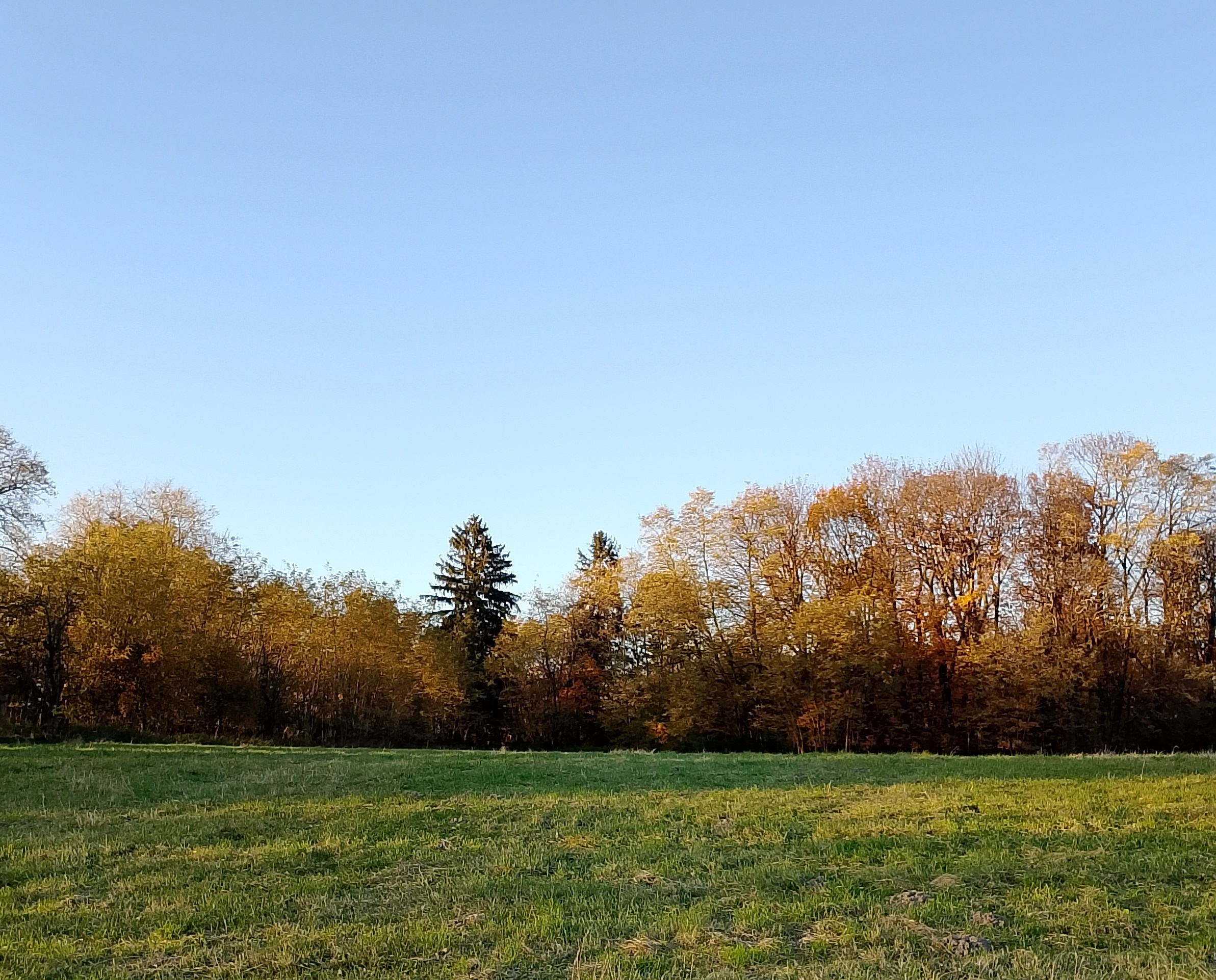
Park dworski w Charłupi Wielkiej
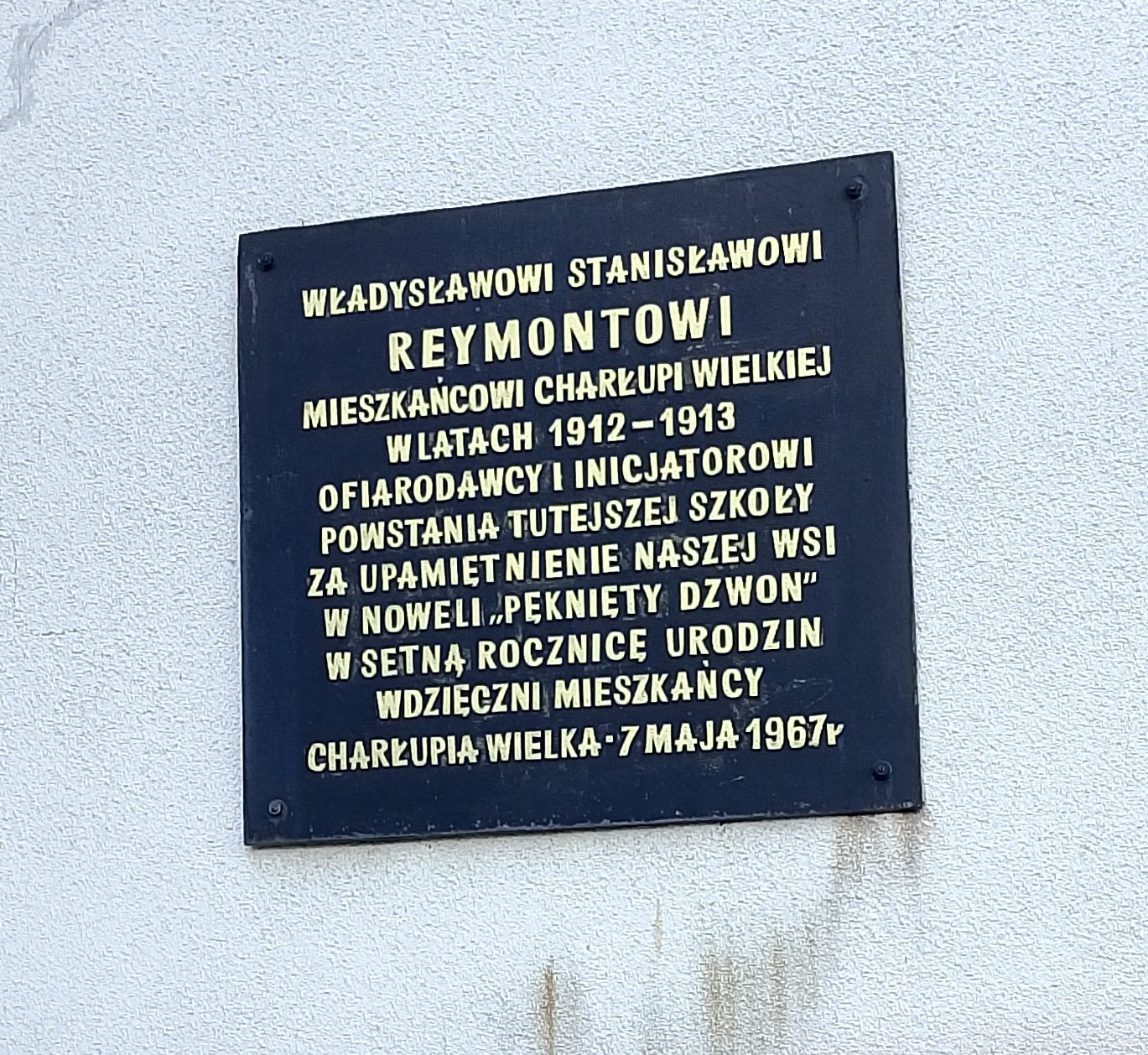
Tablica pamiątkowa na gmachu Szkoły Podstawowej im. Władysława Reymonta w Charłupi Wielkiej odsłonięta w 1967 r.
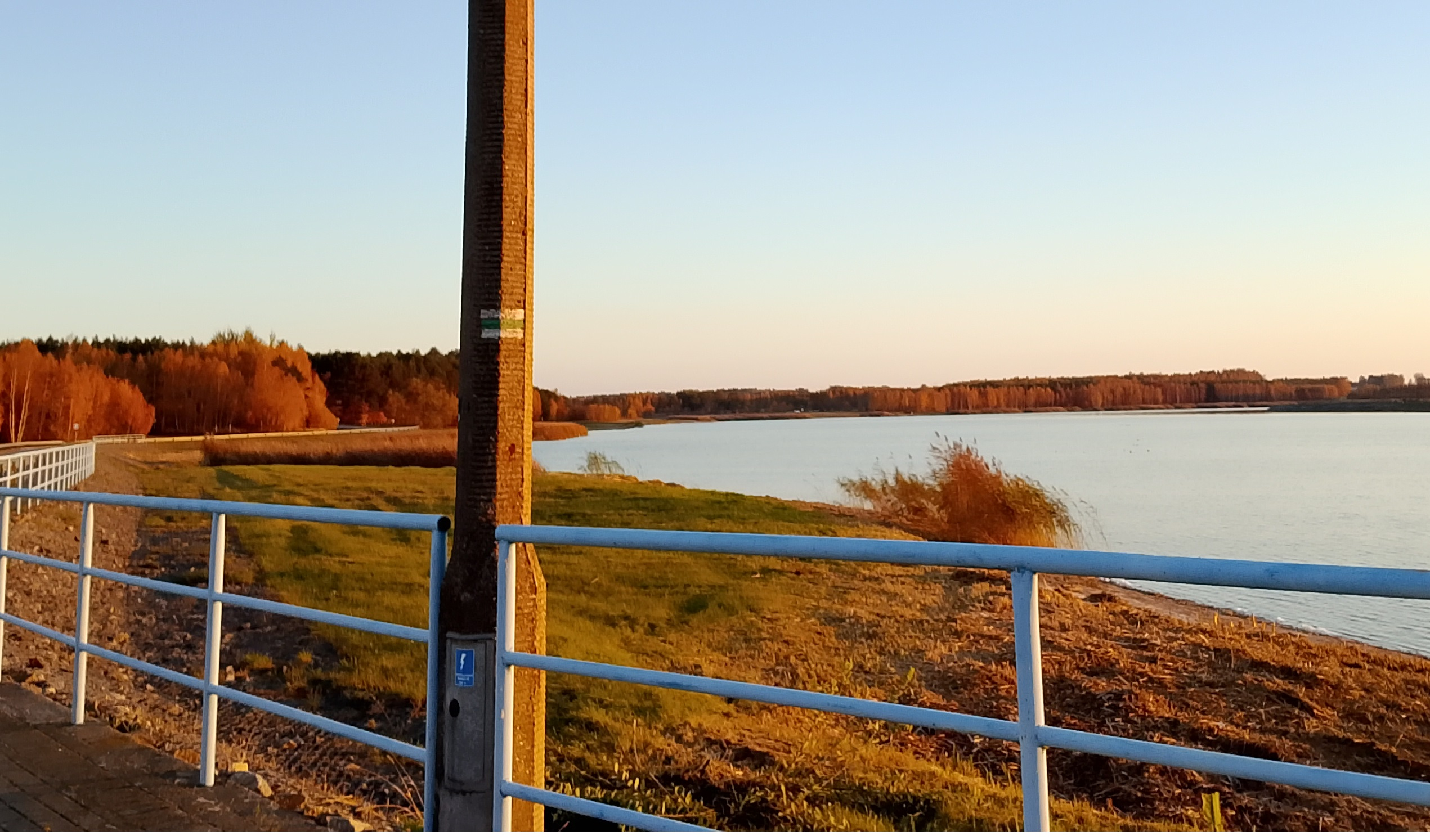
Oznaczenie zielonego Szlaku im. Władysława Reymonta nad Zbiornikiem Smardzew.
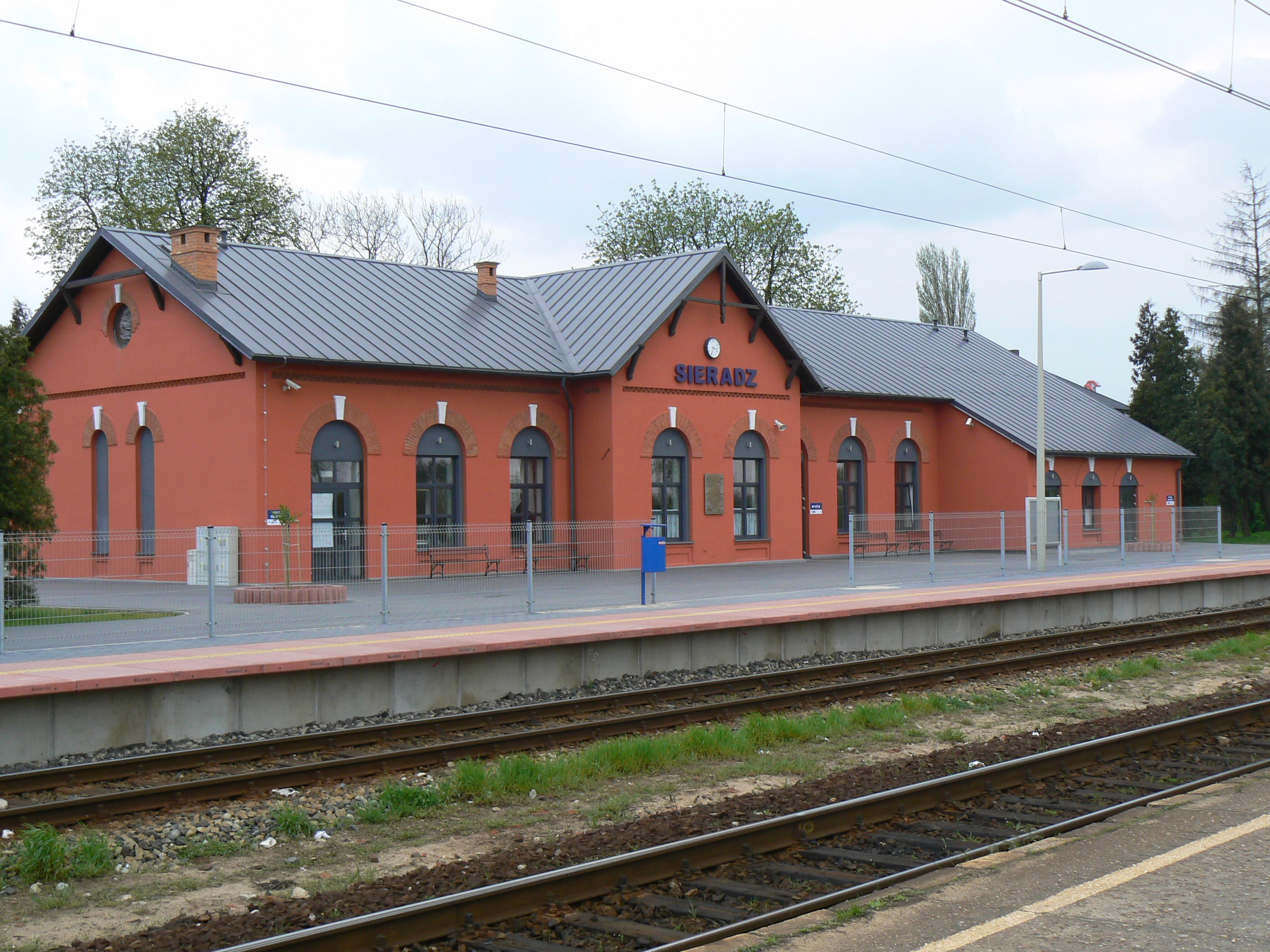
Dworzec kolejowy w Sieradzu.